# Flughafen Obihiro

i7
i11
i13
Der Flughafen Obihiro (japanisch 帯広空港 Obihiro Kūkō, IATA-Code: OBO, ICAO-Code: RJCB) ist ein Regionalflughafen der japanischen Stadt Obihiro. Er liegt etwa 26 Kilometer südlich der Stadt Obihiro. Der Flughafen Obihiro gilt nach der japanischen Gesetzgebung als Flughafen 2. Klasse.

## Zwischenfälle
- Am 29. Mai 1965 ließ sich bei einer Convair CV-240 der Japan Domestic Airlines (Luftfahrzeugkennzeichen JA5088) das rechte Hauptfahrwerk nicht ordnungsgemäß verriegelt ausfahren. Bei der Landung auf dem Flughafen Obihiro wurde das Flugzeug dann irreparabel beschädigt, aber alle Insassen überlebten die Bruchlandung.[3][4]